# Красимир Терзиев
Красимир Георгиев Терзиев е български художник.

## Биография
Роден е на 8 декември 1969 г. в град Толбухин, България. Завършва средното си образование в ССХУ „Цанко Лавренов“ в град Пловдив. През 1997 г. завършва Национална художествена академия, специалност Живопис. През 2008-2011 г. е докторант по Културна антропология във Философския факултет на Софийския университет „Св. Климент Охридски“, където работи върху изследване на културните ефекти на новите медии. През 2012 г. защитава дисертация на тема „Автор, медия и произведение в епохата на дигиталното възпроизводство“ с научен ръководител проф. Ивайло Дичев.

## Творчество
Работи в областта на живописта, фотографията, инсталацията, но движещият се образ е неговата най-ефективна медия.
Критиката на киното като апарат за производство на митове и ключов агент в процесите на глобализация е залегнала в много от работите му.
Работите му са показвани в едни от най-важните музеи за изкуство по света:
- „The Projection Project“, MuHKA, Антверпен, Mucsarnok/Kunsthalle, Будапеща;
- „Cinema like never before“, Generali Foundation, Виена;
- „New Video, New Europe“, TATE Modern Лондон, St. Louis MoCA, Renaissance Society, Чикаго, The Kitchen, Ню Йорк, Stedelijk Museum, Амстердам.

Неговите самостоятелни изложби включват:
- „Липсващи сцени“, Галерия Сибанк, София 2008;
- „Making Movies“, Галерия Ноуа, Букурещ 2007;
- „Движение в задния план“, Wuertembergischer Kunstverein, Щутгарт, 2008, и СГХГ 2007;
- „MAKING MOVIES“, Галерия Ноуа, Букурещ 2007;
- „Далечни прилики“, Гьоте-институт София 2006[2];
- „Извинете, кой е този град?“, ИСИ - София 2004;
- „По Българската следа“, Belgrade Cultural Centre, Белград 2003;
- „Everything seems Alright“, The Kitchen, Ню Йорк 1999).

В периода 1998-2004 е председател на УС на Центъра за медийни изкуства Интерспейс. От 2004 г. е директор (с Рене Бейкмън) на фестивала за експериментално кино, видео и нови медии XFILM, София.
Негови работи са част от колекциите на Centre Pompidou - Musée national d'art moderne Архив на оригинала от 2010-12-05 в Wayback Machine., Париж; Арт колекция Телеком, Бон; Kunstsammlung Hypovereinsbank, Мюнхен;  HorsCross Art Centre, Перт, UK; СГХГ, София.
Красимир Терзиев е член на Института за съвременно изкуство - София (ИСИ - София) (от 2007 г.).

## Награди, стипендии и грантове
- 2011 – Unlimited – Награда за съвременно българско изкуство, специална награда[3]
- 2007 – Награда „Гауденц Руф“ за ново българско изкуство[4][5]
- 2006 – Стипендия Akademie Schloss Solitude, Щутгарт[6]
- 2004 – Стипендия, Визуален Семинар, ИСИ-София и ЦАИ София
- 2002 – Творчески престой, Културконтакт, Виена
- 2001 – Награда за млад автор на годината, Галерия Ирида, София
- 1998 – Творчески престой, Артслинк, Център за нови медии Thundergulch, NYC

## Публикации
Красимир Терзиев. Ре-композиция. Автор, медия и произведение в епохата на дигиталното възпроизводство, София: Изток-запад / ИСИ-София, 2012
Красимир Терзиев. “La Photographie entre Continuité et Monument”. Ditchev, Ivaylo and Gilles Rouet (eds.) La photographie, mythe global et usage local. Paris: L’Harmattan, 2012
Krassimir Terziev. "(SELF-)TRACKING SHOT. FILM AND VIDEO IN THE VISUAL ARTS IN BULGARIA", 2019, Open Art Files <https://openartfiles.bg/en/topics/1363-проследяващ-себе-си-кадър>
Krassimir Terziev. "Image De-formations in Computational Photography", CAS Sofia Working Paper Series, 11, 2019, Centre for Advanced Study Sofia <https://www.ceeol.com/search/journal-detail?id=659>

## За него
- Ирина Генова. Tempus fugit / Времето лети. За съвременното изкуство и визуалния образ, Алтера, София, 2007.
- Каталог: Номинации 07, Награда Гауденц Руф за ново българско изкуство, София.
- Проекция. Технологията като метафора, MuHKA, Антверпен, NAi Uitgevers, Ротердам; ред. Марк Кремер, Едвин Карелс, Дитер Ръолстрет, 2006.
- Kino wie noch nie. Generali Foundation, Издателство Walther Koenig, Кьолн, 2006.
- Wildes Kapital. Кунстхаус Дрезден, relations, Издателство за модерно изкуство, Нюрнберг; ред.: Кристиане Менике, Торстен Бърн, Софи Голц, 2006.
- Ивайло Дичев. „Глобални потоци статисти“. – Lettre international, Berlin, брой 72, 2006.
- Александър Кьосев. „Око за бледия град“. – Визуален семинар II, София, Revolver, Archiv für aktuelle Kunst, Франкфурт/Майн, 2004.
- Диана Попова. „Прогноза за София“. – Визуален семинар II, София, Revolver, Archiv für aktuelle Kunst, Франкфурт/Майн, 2004.
- Славко Кацунко. Closed Circuit Videoinstallationen. Ein Leitfaden zur Geschichte und Theorie der Medienkunst mit Bausteinen eines Künstlerlexikons, Издателство Logos, Berlin, 2004.
- Свилен Стефанов, Чавдар Попов. Между традициите и иновациите. Българското изкуство през 90-те. ЛИК, 2003.
- Каталог Експорт-импорт. Съвременно изкуство от България, СГХГ, София, 2003.